# Осборн, Томас, 1-й герцог Лидс
Томас Осборн, 1-й герцог Лидс (англ. Thomas Osborne, 1st Duke of Leeds; 20 февраля 1632, Йорк, Норт-Йоркшир — 12 июля 1712 или 26 июля 1712, Easton Neston, Easton Neston) — английский государственный деятель. До Славной революции (1688) носил титул лорд Денби.

## Биография
После реставрации Стюартов избран в палату общин, где принадлежал к противникам канцлера Кларендона, умея, впрочем, искусно лавировать между партиями. В 1674 г., после падения министерства Кабаль, Карл II поставил Осборна, возведенного в графы, во главе кабинета.
Новый премьер вернулся к политике своего бывшего противника Кларендона, стремясь к поддержке королевских прерогатив путём особенного покровительства англиканской государственной церкви. В то время, как король держался франкофильской политики, Денби желал привлечь его на сторону соглашения с Нидерландами. Ожесточение народа против короля, особенно возросшее после открытия мнимого папистского заговора, ловкий в интригах французский посол сумел направить против ненавидевшего французов министра. Денби был обвинен в измене, в апреле 1679 г. лишился должности и был заключен в Тауэр.
При Якове II он принадлежал к недовольным, которые вошли в сношения с Вильгельмом Оранским и содействовали избранию его и его супруги Марии на престол. Вильям оказывал ему полнейшее доверие, назначил его председателем тайного совета и дал ему титул маркиза. Тем более на него нападали виги. Когда они в 1694 г. получили преобладание в управлении, Вильгельм возвел Денби в сан герцога. В следующем году он был обвинен палатой общин во взяточничестве. Отсрочка заседаний прекратила дело, но влияния герцог Лидс уже не имел, хотя и удержал титул лорда-президента до 1699 г.
Он опубликовал «Memoirs relating to the impeachment of the Earl of Danby, Duke of Leeds» (Лондон, 1711).